# محمية المناقيش والمقوع
محمية المناقيش والمقوع محمية طبيعية كويتية، مساحتها حوالي كيلو متر مربع واحد. تحتوي على نباتات الثندي والريلة والحاد.